# Sínúpan Singsing
La Sínúpan Singsing ([siːnuːpən siŋsiŋ], "Arca del Anillo") es una de las academias lingüísticas que regulan el idioma pampango, hablado primeramente en las provincias de la Pampanga y Tarlac en Filipinas pero también en Bataán, Bulacán, Nueva Écija y Zambales. Esta tarea lo hace en colaboración con la Academia Pampanga y varias instituciones pampangas y también con la Comisión para la Lengua Filipina.
La Sínúpan es una institución financiada públicamente. La palabra singsing o "anillo" en su nombre significa la herencia étnica pampanga, que se debía esconder de los que habían intentado borrarla durante el largo tiempo de colonización occidental. La Sínúpan es notado por sus esfuerzos para promover el kulitan, la escritura índica de las Pampangas (Kapampángan en pampango) precoloniales, y contribuyó decisivamente al establecimiento del pampango como lengua cooficial en Ángeles en la Pampanga.